# 6534 Carriepeterson
A 6534 Carriepeterson (ideiglenes jelöléssel (6534) 1995 DT1) a Naprendszer kisbolygóövében található aszteroida. Timothy B. Spahr fedezte fel 1995. február 24-én.